# Trần Ai công
Trần Ai công (chữ Hán: 陳哀公; trị vì: 568 TCN-534 TCN), tên thật là Quy Nhược (媯弱), là vị vua thứ 22 của nước Trần – chư hầu nhà Chu trong lịch sử Trung Quốc.

## Chiến tranh với nước Sở
Quy Nhược là con của Trần Thành công – vua thứ 21 nước Trần. Năm 569 TCN, Thành công mất, Quy Nhược lên nối ngôi, tức là Trần Ai công.
Sở Cung vương đang đánh nước Trần, vì Trần Thành công mất nên bãi binh. Sang năm sau vua Sở lại mang quân đánh Trần, qua nước Đốn vốn là một nước rất nhỏ. Trần Ai công thấy nước Đốn theo nước Sở bèn mang quân vây nước Đốn.
Quân Sở tấn công nước Trần. Trần Ai công cầu cứu nước Tấn. Tấn Điệu công bèn hội quân chư hầu các nước Lỗ, Tống, Tề, Vệ, Trịnh cùng đi cứu Trần. Quân Sở giải vây rút về.
Năm 565 TCN, Sở cung vương lại sai công tử Trinh đi đánh nước Trần. Nước Trần lại cầu cứu nước Tấn. Nước Tấn lại họp các nước Tống, Lỗ, Vệ, Tào, Chu ở nước Trịnh, bàn việc đi cứu Trần. Trần Ai công cũng theo lệnh triệu tập, giao cho em là công tử Hoàng lo phòng giữ quân Sở, còn mình đến hội với Tấn Điệu công ở nước Trịnh.
Tuy nhiên trong khi quân Sở vây gấp nước Trần, Tấn Điệu công vẫn không quả quyết tiến quân. Hai tướng Khánh Dần và Khánh Hổ sai người gọi gấp Trần Ai công trở về. Trần Ai công bèn bỏ hội nghị với nước Tấn, trở về giữ nước. Ông phải xin giảng hòa với Sở để được giải vây.
Năm 557 TCN, Tống Bình công mang quân đánh Trần vì Trần ngả theo Sở. Tướng Trần là Tư đồ Ngang ra nghênh chiến nhưng chủ quan, bị quân Tống bắt sống.

## Chiến tranh với nước Trịnh
Năm 549 TCN, Trần Ai công mang quân họp với Sở Khang vương cùng các nước Sái, Hứa đi đánh Trịnh. Các chư hầu bèn quay về cứu Trịnh. Quân Sở rút lui.
Quân Trần khi tiến vào nước Trịnh đã chặt nhiều cây và lấp giếng nước Trịnh, khiến người nước Trịnh rất căm giận. Tướng quốc Trịnh là Tử Sản bèn mang 700 cỗ xe sang đánh Trần. Quân Trần không chống nổi, Trần Ai công và thế tử Yển Sư phải cùng nhau chạy vào khu nghĩa địa trốn. Quân Trịnh tiến vào thành, Trần Ai công phải ra hàng, xin quy phục và dâng đồ quý trong nước. Tử Sản mới rút quân.
Sau đó tướng Trịnh là Công Tôn Hạ lại mang quân đánh Trần lần thứ 2. Trần Ai công phải xin giảng hòa, quân Trịnh mới rút.
Năm 536 TCN, Trần Ai công theo sự huy động của Sở Linh vương, cùng các chư hầu Sái, Hứa, Thẩm, Từ và Việt cùng đi đánh nước Ngô. Vua Sở thấy quân Ngô đã phòng bị, bèn lui binh.

## Tự sát
Trần Ai công có ba người con: người vợ đầu sinh được thế tử Quy Yển Sư, một người vợ thứ sinh ra công tử Quy Lưu, một người vợ thứ nữa sinh ra công tử Thắng. Trần Ai công yêu mẹ công tử Lưu nên giao Lưu cho 2 người em cùng mẹ là công tử Chiêu và công tử Quá chăm sóc.
Năm 534 TCN, Trần Ai công ốm nặng. Công tử Chiêu và công tử Quá bèn giết thế tử Yển Sư, lập công tử Lưu làm thế tử.
Tháng 4 năm đó, Trần Ai công nghe tin công tử Chiêu tự ý giết thế tử Yển Sư, muốn trị tội. Công tử Chiêu bèn mang quân chống lại. Trước sự chuyên quyền của công tử Chiêu và công tử Quá, Trần Ai công phẫn uất thắt cổ tự vẫn. Ông ở ngôi được 35 năm.
Công tử Chiêu và công tử Quá lập Quy Lưu lên ngôi.